# Yui Horie
Yui Horie  (堀江 由衣?, Horie Yui), vero nome Yoshiko Horie (堀江 由子?, Horie Yoshiko), (Katsushika, 20 settembre 1976) è una cantante e doppiatrice giapponese (seiyū).
È affettuosamente soprannominata dai fan «Hocchan» (ほっちゃん?, Hocchan) e i suoi hobby includono i massaggi alle spalle, la lettura e il cibo.
È nota per aver cantato le sigle di Toradora! iniziali Pre-Parade e Silky Heart (la prima con Rie Kugimiya ed Eri Kitamura) e finali Vanilla Salt ed Orange (quest'ultima ancora con Rie Kugimiya ed Eri Kitamura).

## Ruoli

### Animee videogiochi
1997
- Photon: (Aun Freya)
- Tenchi Muyo Movie 2: Daughter of Darkness

1998
- Bubblegum Crisis Tokyo 2040 (Galatea)
- Cowboy Bebop (Girl A)
- Akihabara dennō gumi (Francheska)
- Kurogane Communication (Haruka)
- Lo stregone Orphen (Fiena)
- St. Luminous Mission High School (Lita Ford)
- Steam Detectives (Gina)
- Weiß kreuz (Aya Fujimiya- Aya/Ran's sister)

1999
- Arc the Lad (Lieza)
- Dangaizer 3 (Pikushisu)
- Kanon (Ayu Tsukimiya)
- Omishi Magical Theater: Risky Safety (Suzuko Natsume)
- To Heart (Multi)
- Trouble Chocolate (Mint)
- Magical Drop F: Daibōken Mo Rakujyanai! (Fool Cat, Star)
- Kaitouranma: The Animation  lei lin

2000
- Oh, mia dea! The Movie (Chrono (Kurono))
- Argento Soma (Sue Harris)
- Attack Armor Audian (Kororu Kuweizaa)
- Gate Keepers (Kyanari)
- Infinite Ryvius (Michelle Cay)
- Kikaider (Mitsuko Komyoji)
- Love Hina (Naru Narusegawa)
- Mon Colle Knights (Rokuna Hiiragi)
- Sci-fi Harry (Catherine Chapman)
- Skies of Arcadia (Fina)

2001
- Angelic Layer (Hiromi Fujimori)
- Comic Party (Multi)
- Dead or Alive 3 (Hitomi)
- Figure 17 (Sakura Ibaragi)
- Fruits Basket (Tohru Honda)
- Love Hina Again (Naru Narusegawa)
- Mon Colle Knights (Rockna Hiragi)
- Pretear - La leggenda della nuova Biancaneve (Takako/Mikage)
- Shaman King (Iron Maiden Jeanne, Lilly, Seyrarm Muntzer Asakura)
- Sister Princess (Sakuya)
- Tales of Eternia: The Animation (Corina Solgente)
- Z.O.E ~Zone of the Enders~ (Celvice Klein)

2002
- Canary (Madoka)
- Ground Defense Force! Mao-chan (Silvia Maruyama)
- Kanon (Ayu Tsukimiya)
- Jing: King of Bandits (Mirabelle)
- Magical Shopping Arcade Abenobashi (Amiryun in ep. 8)
- Pia Carrot Movie (Orie Amano)
- Shaman King: Spirit of Shamans (Iron Maiden Jeanne)
- Samurai Deeper Kyo (Yuya Shiina)
- Shrine of the Morning Mist (Koma)
- Sister Princess: Re Pure (Sakuya)
- Spiral: The Bonds of Reasoning (Rio Takeuchi)

2003
- Bottle Fairy (Sarara)
- D.C. ~Da Capo~ (Kotori Shirakawa)
- Dead or Alive Xtreme Beach Volleyball (Hitomi)
- Kanon Kazahana (Ayu Tsukimiya)
- The Mythical Detective Loki Ragnarok (Mayura Daidouji)
- Nanaka 6/17 (Yuriko Amemiya)
- Shaman King: Soul Fight (Iron Maiden Jeanne)
- Ultra Maniac (Ayu Tateishi)

2004
- Shaman King: Funbari Spirits (Iron Maiden Jeanne, Seyrarm Muntzer Asakura)
- Re: Cutie Honey (Kisaragi Honey)
- Dead or Alive Ultimate (Hitomi)
- Futakoi (Kaoruko Ichijo)
- Futakoi Alternative (Kaoruko Ichijo)
- Jubei-chan 2 (Jiyuu Nanohana / Jubei Yagyu II)
- Mars Daybreak (Megumi Higashibara)
- Graffiti Kingdom (Pastel)
- School Rumble (Eri Sawachika)
- 10 Tokyo Warriors (Futaba Amitaka)
- To Heart: Remember My Memories (Multi)
- Yugo the Negotiator (Najenka (Russia chapter))
- Magna Carta: Tears of Blood (Regina Amila/Reith)
- Winx Club (stagione 2) Musa

2005
- Air (cameo) (Ayu Tsukimiya)
- D.C.S.S. ~ Da Capo Second Season ~ (Kotori Shirakawa)
- Dead or Alive 4 (Hitomi, Mei Lin)
- Immortal Grand Prix (Fantine Valgeon)
- Loveless (Ginka)
- Mahoraba ~Heartful Days~ (Tamami Chanohata)
- Mahou Sensei Negima (Makie Sasaki)
- Paniponi Dash! (Miyako Uehara)
- School Rumble OVA (Eri Sawachika)
- Shining Force Neo (Meryl)
- The Law of Ueki (Pecoru)
- The Wings of Rean (Erebosu)

2006
- Canvas 2: Niji Iro no Sketch (Beauty artist in ep 24)
- D.Gray-man (Mei-Ling)
- Dead or Alive Xtreme 2 (Hitomi)
- Dōbutsu no Mori (Ai)
- Inukami! (Youko)
- Kanon (Ayu Tsukimiya)
- Kashimashi: Girl Meets Girl (Yasuna Kamiizumi)
- Higurashi No Naku Koro Ni Matsuri (Hanyuu)
- Kidou Senshi Gundam CLIMAX U.C. (Ellen Rochefil)
- Negima!? (Makie Sasaki)
- Otome wa Boku ni Koishiteru (Mizuho Miyanokōji)
- Ray the Animation (Sumire)
- Rumble Roses XX (Makoto Aihara / The Black Belt Demon)
- School Rumble 2nd Term (Eri Sawachika)
- Virtua Fighter 5 (Aoi Umenokouji)
- Zero no Tsukaima (Siesta)

2007
- Da Capo II (Yume Asakura)
- Gakuen Utopia Manabi Straight! (Manami Amamiya)
- Higurashi no Naku Koro ni Kai (Hanyuu)
- Idolmaster: Xenoglossia (Yukiho Hagiwara)
- Nagasarete Airantō  (Suzu)
- Shining Tears X Wind (Touka Kureha)
- Sky Girls (Nanae Fujieda)
- Starchild Loner  (May Fuyu)
- Suteki Tantei Labyrinth (Byakko)
- Tokyo Majin Gakuen Kenpuchō: Tō  (Aoi Misato)
- Zero no Tsukaima: Futatsuki no Kishi (Siesta)

2008
- Da Capo II Second Season (Yume Asakura)
- Hyakko (Chie Suzugazaki)
- Ikki Tousen: Great Guardians (Sonken Chuubou)
- School Rumble 3rd Term (Eri Sawachika)
- The Tower of Druaga: the Aegis of Uruk (Fatina)
- Toradora! (Minori Kushieda)
- Vampire Knight (Yuki Cross)
- Vampire Knight Guilty (Yuki Cross/Kuran)
- Persona 4 (Chie Satonaka)
- Virtua Fighter 5 R (Aoi Umenokouji)
- Wagaya no Oinari-sama. (Miyako Takagami)
- Zero no Tsukaima: Princesses no Rondo (Siesta)

2009
- Aoi Hana (Kyōko Ikumi)
- Bakemonogatari (Tsubasa Hanekawa)
- Hayate the Combat Butler!! (Sonia Shaflnarz)
- Higurashi no Naku Koro ni Rei (Hanyū)
- Kanamemo (Haruka Nishida)
- Natsu no Arashi! (Kanako Yamazaki)
- Saki (Mihoko Fukuji)
- The Tower of Druaga: the Sword of Uruk (Fatina)
- Umineko no naku koro ni (Maria Ushiromiya)
- Lupin III VS Detective Conan (Principessa Mira)

2010
- MM! - Arashiko Yuno
- Fairy Tail (Charle)

2011
- Gal*Gun (Ekoro)
- Hyperdimension Neptunia (Nepgear)
- AquaPazza: AquaPlus Dream Match (HMX-12 Multi)
- Mawaru-Penguindrum (Masako Natsume)
- Dog Days (Millihorre)

2012
- Zero no Tsukaima F (Siesta)
- Sakurasou no Pet na Kanojo (Ryuunosuke Akasaka, Maid)
- Persona 4 Arena (Chie Satonaka)
- Dead or Alive 5 (Hitomi)
- Battle Spirits - Sword Eyes (Kizakura Kukuri)
- K (Anna Kushina)

2013
- Battle Spirits Saikyō Ginga Ultimate Zero (Eris the Morning Star)
- Golden Time (Kōko Kaga)
- Persona 4 Arena Ultimax (Chie Satonaka)
- Valvrave the Liberator (Rion Nanami)
- Dead or Alive 5 Ultimate (Hitomi)

2014
- Puyo Puyo Tetris (Ess)
- Granblue Fantasy (Kumbhira, Teena)
- Dengeki Bunko: Fighting Climax (Kōko Kaga)
- Persona Q: Shadow of the Labyrinth (Chie Satonaka)
- Ressha Sentai ToQger (Wagon)

2015
- Megadimension Neptunia VII (Nepgear)
- Stella Glow (Marie, Eve)
- Persona 4: Dancing All Night (Chie Satonaka)
- Dead or Alive 5 Last Round (Hitomi)
- Gal*Gun: Double Peace (Ekoro)
- K: Return of Kings (Anna Kushina)

2016
- Witchy Pretty Cure! (Liko Izayoi/Cure Magical)

2017
- Cyberdimension Neptunia: 4 Goddesses Online (Nepgear)
- Azur Lane (USS North Carolina, HMS Belfast, HMS Little Bel)
- Dragon Quest Rivals (Regina Frysabel)

2018
- BlazBlue: Cross Tag Battle (Chie Satonaka)
- Persona Q2: New Cinema Labyrinth (Chie Satonaka)

2019
- Catherine: Full Body (Voce DLC per Catherine)
- Dead or Alive 6 (Hitomi)
- How Heavy Are the Dumbbells You Lift? (Satomi Tachibana)[1]
- Dragon Quest XI S: Echi di un'era perduta - Edizione Definitiva (Regina Frysabel)

2020
- Arknights (Surtr)
- Moe! Ninja Girls RPG (Ran Kuzuryu)

2021
- Blue Archive (Aomori Mine)
- Nier Re[in]carnation (Mama (Arc 2))
- Shaman King (serie animata 2021) (Iron Maiden Jeanne)

2022
- Goddess of Victory: Nikke (Miranda, Maiden)
- The Maid I Hired Recently is Mysterious (Tsukasa Gojouin)[2]

2023
- Rune Factory 3 Special (Daria)
- Master Detective Archives: Rain Code (Pucci Lavmin)
- CRYMACHINA (Noein)
- 16bit Sensation: Another Layer (Meiko Uehara)[3]
- Dragon Quest X: Rise of the Five Tribes Offline (Kyururu)

2024
- Card-en-Ciel (Ekoro)

2025
- Witchy Pretty Cure!! ~MIRAI DAYS~ (Liko Izayoi/Cure Magical)
- Mi sono ritrovato a convivere con una kunoichi NEET (Saya Hazuki)[4]

### Drama CD
- Bokusatsu tenshi Dokuro-chan (Dokuro-chan)
- Pandora Hearts (Sharon Reinsworth)
- Rozen Maiden (Shinku)
- Shinshi Dōmei Cross (Ushio Amamiya)

## Discografia

### Album
- Mizutamari ni Utsuru Sekai (水たまりに映るセカイ?) (2000)
- Kuroneko to Tsuki Kikyū o Meguru Bōken (黒猫と月気球をめぐる冒険?) (2001)
- Ho? (ほっ??) (2003)
- Sky (2003)
- Rakuen (楽園?) (2004)
- Usotsuki Alice to Kujiragō o Meguru Bōken (嘘つきアリスとくじら号をめぐる冒険?) (2005)
- Darling (2008)
- A Votre Sante!! (2008)
- Honey Jet!! (2009)